# Milonice (Blansko)
Milonice (in tedesco Milonitz) è un comune della Repubblica Ceca facente parte del distretto di Blansko, in Moravia Meridionale.